# 大阪府第17區
大阪府第17區是日本眾議院的選區，始於1994年。

## 概要
本區在中選區時代是舊5區，是日本共產黨一位議員藤田スミ的鐵票區。但是第45、46屆，該黨得票率曾經不到10%，但之後第47屆達到16.9%，48屆時為藤本幸子的17.5%。轉為單一選區後為西村眞悟當選，之後不同政黨交替。46屆時由日本維新會當選。
第46屆代表日本維新會的馬場伸幸當選，他原本擔任地方議會成員。
選區所在城市堺市成為政令指定都市後，其三個支所也成為「區」。
這個選區也是第48屆眾議院議員總選舉中日本維新會候選人當選的3個眾院單一選區之一，另外兩個選區為大阪府第12區、大阪府第18區。（至2019年8月）

## 小選舉区選出議員
| 選舉名                 | 年     | 当選者   | 党派       | 選區範圍             |  |  |  |
| ---------------------- | ------ | -------- | ---------- | -------------------- |  |  |  |
| 第41屆眾議院議員總選舉 | 1996年 | 西村眞悟 | 新進党     | 堺市                 |  |  |  |
| 第42屆眾議院議員總選舉 | 2000年 | 岡下信子 | 自由民主党 | 堺市                 |  |  |  |
| 第43屆眾議院議員總選舉 | 2003年 | 西村眞悟 | 民主党     | 堺市                 |  |  |  |
| 第44屆眾議院議員總選舉 | 2005年 | 岡下信子 | 自由民主党 | 堺市                 |  |  |  |
| 第45屆眾議院議員總選舉 | 2009年 | 辻惠     | 民主党     | 堺市中区、西区、南区 |  |  |  |
| 第46屆眾議院議員總選舉 | 2012年 | 馬場伸幸 | 日本維新会 | 堺市中区、西区、南区 |  |  |  |
| 第47屆眾議院議員總選舉 | 2014年 | 馬場伸幸 | 維新党     | 堺市中区、西区、南区 |  |  |  |
| 第48屆眾議院議員總選舉 | 2017年 | 馬場伸幸 | 日本維新会 | 堺市中区、西区、南区 |  |  |  |
| 第49屆眾議院議員總選舉 | 2021年 | 馬場伸幸 | 日本維新会 | 堺市中区、西区、南区 |  |  |  |
| 第50屆眾議院議員總選舉 | 2024年 | 馬場伸幸 | 日本維新会 | 堺市中区、西区、南区 |  |  |  |

## 另見
- 大阪府選舉区，參議院選區
- 大阪府第5區 (中選舉區)，現今選區前身